# Dracontomelon schmidii
Dracontomelon schmidii là một loài thực vật có hoa trong họ Đào lộn hột. Loài này được Tardieu mô tả khoa học đầu tiên năm 1961.